# Rimae Goclenius
Le Rimae Goclenius sono una struttura geologica della superficie della Luna.